# The College Dropout
Albums de Kanye West
Late Registration
(2005)
Singles
1. Through the Wire
Sortie : 30 septembre 2003
2. Slow Jamz
Sortie : 2 décembre 2003
3. All Falls Down
Sortie : 24 février 2004
4. Jesus Walks
Sortie : 25 mai 2004
5. The New Workout Plan
Sortie : 31 août 2004

The College Dropout est le premier album studio de Kanye West, sorti le 10 février 2004.
L'album a été certifié double disque de platine par la Recording Industry Association of America (RIAA) le 30 juin 2004.
The College Dropout a reçu dix nominations aux Grammy Awards de 2005. L'album a remporté celui du « meilleur album de rap » et le titre Jesus Walks celui de la « meilleure chanson de rap ».
Pour le titre All Falls Down, qui reprend un sample de Mystery of Iniquity de Lauryn Hill, Kanye West avait proposé à la chanteuse des Fugees de participer au morceau. Elle déclina l'invitation et fut donc remplacée par Syleena Johnson.
Le rappeur Rhymefest, ami de Kanye West, a coécrit la chanson Jesus Walks, qui, en version instrumentale, est le générique de fin du film de guerre Jarhead : La Fin de l'innocence (Jarhead).
L'album fait partie du classement des 500 plus grands albums de tous les temps du magazine Rolling Stone en 2012 au rang no 298.

## Liste des titres
Tous les titres sont produits par Kanye West, à l'exception de Last Call coproduit par Evidence et Porse et Breathe In Breathe Out coproduit par Brian Miller.
| No  | Titre                                                              | Auteur                                             | Contient un (des) sample(s) de | Durée |
| --- | ------------------------------------------------------------------ | -------------------------------------------------- | --- | ----- |
| 1.  | Intro                                                              |                                                    | | 0:19  |
| 2.  | We Don't Care                                                      | West, Ben-Ari, Vannelli                            | I Just Wanna Stop du Jimmy Castor Bunch | 3:59  |
| 3.  | Graduation Day                                                     | West, Stephens, Ben-Ari                            | | 1:22  |
| 4.  | All Falls Down (featuring Syleena Johnson)                         | West, Hill                                         | Mystery of Iniquity de Lauryn Hill Real Niggaz de The Notorious B.I.G. Wow de Kanye West featuring GLC | 3:43  |
| 5.  | I'll Fly Away                                                      | Brumley                                            | | 1:09  |
| 6.  | Spaceship (featuring GLC et Consequence)                           | West, Williams, Harris, Mills, Gaye, Gordy, Greene | Distant Lover de Marvin Gaye | 5:24  |
| 7.  | Jesus Walks                                                        | West, Smith, Ben-Ari, Lundy                        | (Don't Worry) if There's a Hell Below, We're All Going to Go de Curtis Mayfield Walk With Me du ARC Choir Ode to Billie Joe de Lou Donaldson Keep It Rollin' de A Tribe Called Quest featuring Large Professor | 3:13  |
| 8.  | Never Let Me Down (featuring Jay-Z et J. Ivy)                      | West, Carter, Richardson, Bolton, Kulick           | Maybe It's the Power of Love de Blackjack Hovi Baby (Remix) de Jay-Z | 5:24  |
| 9.  | Get Em High (featuring Talib Kweli et Common)                      | West, Greene, Lynn                                 | Warning de The Notorious B.I.G. | 4:49  |
| 10. | Workout Plan                                                       | West                                               | | 0:46  |
| 11. | The New Workout Plan                                               | West, Stephens, Kante, Rainey, Ben-Ari             | I Need to Know de Kanye West | 5:22  |
| 12. | Slow Jamz (featuring Twista et Jamie Foxx)                         | West, Mitchell, Bacharach, David                   | A House Is Not a Home de Luther Vandross | 5:16  |
| 13. | Breathe In Breathe Out (featuring Ludacris)                        | West, Miller                                       | Precious Precious de Jackie Moore High Power Rap du Crash Crew | 4:06  |
| 14. | School Spirit (Skit 1)                                             | West                                               | | 1:18  |
| 15. | School Spirit                                                      | West, Franklin                                     | Spirit in the Dark d'Aretha Franklin | 3:02  |
| 16. | School Spirit (Skit 2)                                             | West                                               | | 0:43  |
| 17. | Lil Jimmy (Skit)                                                   | West                                               | | 0:53  |
| 18. | Two Words (featuring Mos Def, Freeway et the Boys Choir of Harlem) | West, Smith, Pridgen, Wilson, Wilson, Wilson       | Peace and Love (Amani Na Mapenzi): Movement IV (Encounter) de Mandrill The Rainmaker de The 5th Dimension Got Nowhere de State Property Do It Again (Put Ya Hands Up) de Jay-Z featuring Beanie Sigel et Amil  | 4:26  |
| 19. | Through the Wire                                                   | Foster, Keane, Weil                                | Through the Fire de Chaka Khan Player's Ball (Extended Remix) d'OutKast | 3:41  |
| 20. | Family Business                                                    | West                                               | Fonky Thang des Dells Ambitionz Az a Ridah de 2Pac Rain Rain Go Away (Traditionnel) | 4:38  |
| 21. | Last Call                                                          | West, Perretta, Williams, Lewis                    | Mr. Rockefeller de Bette Midler She's Gone to Another des Whatnauts Better Than Yours de Kanye West featuring Common Wow de Kanye West featuring GLC                                                           | 12:40 |

## Classements

### Album
| Classement / pays (2004) | Meilleure position |
| ------------------------ | ------------------ |
| Billboard 200            | 2                  |
| Top R&B/Hip-Hop Albums   | 1                  |
| France                   | 98                 |
| Allemagne                | 77                 |
| Suède                    | 39                 |
| UK Albums Chart          | 12                 |

### Singles
| Titre            | Classement (2003)     | Meilleure position |
| ---------------- | --------------------- | ------------------ |
| Slow Jamz        | Billboard Hot 100     | 1                  |
| Slow Jamz        | Rhythmic Top 40       | 1                  |
| Slow Jamz        | Hot Rap Tracks        | 3                  |
| Slow Jamz        | Hot R&B/Hip-Hop Songs | 1                  |
| Slow Jamz        | Top 40 Mainstream     | 2                  |
| Through the Wire | Billboard Hot 100     | 15                 |
| Through the Wire | Rhythmic Top 40       | 10                 |
| Through the Wire | Hot Rap Tracks        | 4                  |
| Through the Wire | Hot R&B/Hip-Hop Songs | 8                  |
| Through the Wire | Top 40 Mainstream     | 32                 |
| Through the Wire | Top 40 Tracks         | 25                 |

| Titre                | Classement (2004)     | Meilleure position |
| -------------------- | --------------------- | ------------------ |
| All Falls Down       | Billboard Hot 100     | 7                  |
| All Falls Down       | Rhythmic Top 40       | 7                  |
| All Falls Down       | Hot Rap Tracks        | 2                  |
| All Falls Down       | Hot R&B/Hip-Hop Songs | 4                  |
| All Falls Down       | Top 40 Mainstream     | 22                 |
| All Falls Down       | Top 40 Tracks         | 11                 |
| Jesus Walks          | Billboard Hot 100     | 11                 |
| Jesus Walks          | Rhythmic Top 40       | 16                 |
| Jesus Walks          | Hot Rap Tracks        | 3                  |
| Jesus Walks          | Hot R&B/Hip-Hop Songs | 2                  |
| The New Workout Plan | Hot R&B/Hip-Hop Songs | 59                 |